# Янг Афріканс
Спортивний клуб «Янг Афріканс» або просто «Янг Афріканс» (англ. Young Africans Sports Club) — професіональний танзанійський футбольний клуб з міста Дар-ес-Салам. Домашні матчі проводить на Національному стадіоні. Один з двох найтитулованіших футбольних кубів Танзанії. Клубні кольори — жовтий, зелений та чорний. «Янга» 27 разів здобували титул переможця Прем'єр-ліги, більше ніж будь-який інший футбольний клуб Танзанії.

## Історія
Заснований у 1935 році, але на ранніх етапах історії клубу гравці та клуб загалом не мав вагомих спортивних досягнень. Невдалі результати команди призвели до розчарування деяких членів клубу та розколу, внаслідок якого виникла інша команда. Прихильниками відокремлення виявилися етнічні араби, які в цьому вбачали єдиний шлях до подолання розбіжностей всередині клубу. Вони об'єдналися разом з деякими місцевими дисидентами й утворили команду під назвою ФК «Квінс». Згодом вони перейменували команду на «Сандерленд», а ще через деякий час — на СК «Сімба». Саме під цією назвою вище вказаний клуб продовжує виступати й до теперішнього часу.
З цього часу два клуби, «Янг Афріканс» та «Сімба», є найзапеклішими земляками-суперниками. Дербі між цими суперниками є одним з найвидовищніших, найжвавіших та найобговорюваніших в Африці. Проте в більшості поєдинків саме «Янг Афріканс» здобували перемогу.
«Янг Афріканс» — один з найуспішніших футбольних клубів Танзанії, станом на 2017 рік «Ямба» 27 разів вигравала танзанійську Прем'єр-лігу. Також у колекції клубу є ще декілька престижних міжнародних трофеїв, таких як Кубок СЕСАФА.
У лютому 1974 році «Янг Афріканс» у місті Еспіриту-Санту (Бразилія) на стадіоні «Енженір Аленкар Араріпе» в товариському поєдинку зіграли проти «Спортс Рейлвей», в якому поступилися з рахунком 0:3.
Найвідомішим гравцем в історії клубу був Шабані Нонда, який захищав кольори клубу на початку 1990-х років.

## Досягнення

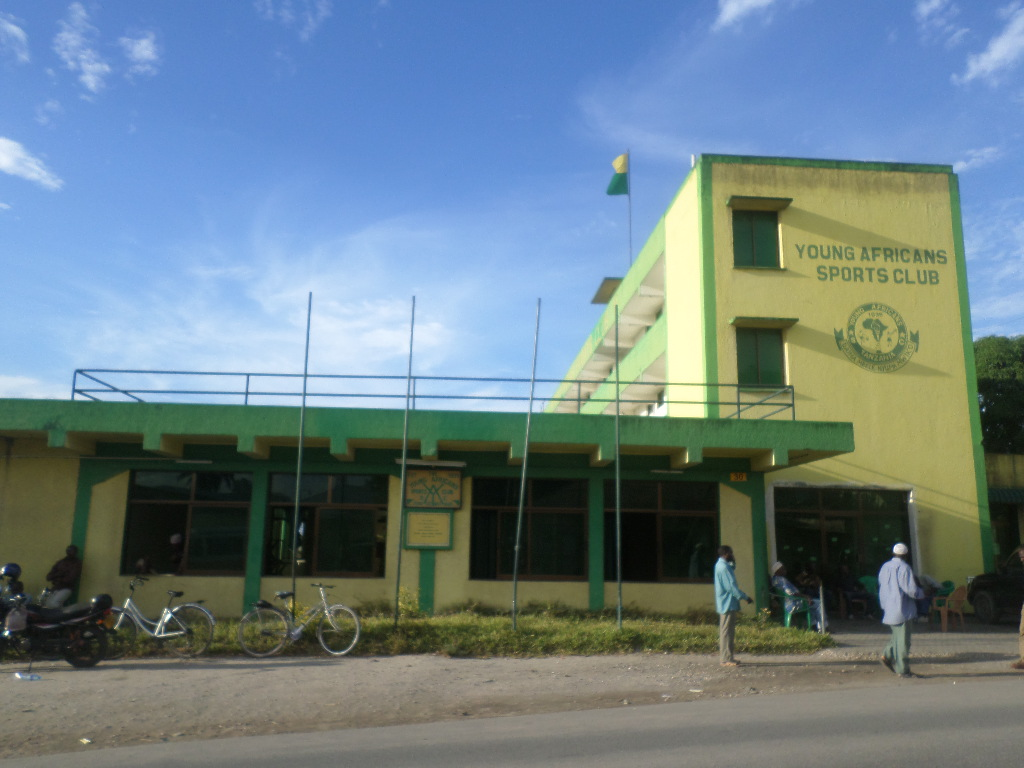
Офіс «Янг Афріканс», розташований по вулиці Твіга, Джангвані, Дар-ес-Салам

- Прем'єр-ліга
  -  Чемпіон (30): 1968, 1969, 1970, 1971, 1972, 1974, 1981, 1983, 1987, 1991, 1996, 1997, 2000, 2005, 2006, 2007/08, 2008/09, 2010/11, 2012/13, 2014/15, 2015/16, 2016/17, 2021/22, 2022/23, 2024/25

- Кубок Танзанії
  -  Володар (4): 1975, 1994, 1999, 2015/16
  -  Фіналіст (1): 2001

- Клубний кубок КЕСАФА
  -  Володар (5): 1975, 1993, 1999, 2011, 2012
  -  Фіналіст (3): 1976, 1986, 1992

## Логотип

Старий логотип
Новий логотип

## Статистика виступів
| Сезон | Турнір                       | Раунд         | Клуб                    | Вдома | На виїзді | Загалом        |
| ----- | ---------------------------- | ------------- | ----------------------- | ----- | --------- | -------------- |
| 1969  | Кубок африканських чемпіонів | 1             | Фітарікандро            | 4-1   | 0-2       | 4-3            |
| 1969  | Кубок африканських чемпіонів | 2             | Сент-Джордж             | 5-0   | 0-0       | 5-0            |
| 1969  | Кубок африканських чемпіонів | 1/4 фіналу    | Асанте Котоко           | 1-1   | 1-1       | 2-21           |
| 1970  | Кубок африканських чемпіонів | 1             | УС Фонкціонар           | 4-0   | 2-4       | 6-4            |
| 1970  | Кубок африканських чемпіонів | 2             | Накуру Олл Старз        | 3-1   | 0-1       | 3-2            |
| 1970  | Кубок африканських чемпіонів | 1/4 фіналу    | Асанте Котоко           | 0-2   | 1-1       | 1-3            |
| 1971  | Кубок африканських чемпіонів | 1             | Лаворі Публіци          | 0-0   | 2-0       | 2-0            |
| 1971  | Кубок африканських чемпіонів | 2             | Коффі Юнайтед           | т.п.  | т.п.      | т.п.           |
| 1972  | Кубок африканських чемпіонів | 1             | Сен-Мішель              | 1-0   | 0-2       | 1-2            |
| 1973  | Кубок африканських чемпіонів | 1             | Аль-Меррейх (Омдурман)  | 1-1   | 1-2       | 2-3            |
| 1975  | Кубок африканських чемпіонів | 1             | Енугу Рейнджерс         | 1-1   | 0-0       | 1-1 (в)        |
| 1982  | Кубок африканських чемпіонів | 1             | Текстіл ді Пунгуе       | 2-1   | 2-0       | 4-1            |
| 1982  | Кубок африканських чемпіонів | 2             | Аль-Аглі (Каїр)         | 1-1   | 0-5       | 1-6            |
| 1984  | Кубок африканських чемпіонів | 1             | Гор Майя                | 1-1   | 0-1       | 1-2            |
| 1988  | Кубок африканських чемпіонів | 1             | Аль-Аглі (Каїр)         | 0-0   | 0-4       | 0-4            |
| 1992  | Кубок африканських чемпіонів | Попередній    | Сент-Льюїс Санс Юнайтед | 3-1   | 4-1       | 7-2            |
| 1992  | Кубок африканських чемпіонів | 1             | Ісмайлі                 | 0-2   | 1-1       | 1-3            |
| 1994  | Кубок КАФ                    | 1             | Морока Шеллоуз          | 1-0   | 0-2       | 1-2            |
| 1995  | Кубок володарів кубків КАФ   | 1             | Вал Ріф                 | 2-1   | 2-2       | 4-3            |
| 1995  | Кубок володарів кубків КАФ   | 2             | Таміл Кадетс            | 3-1   | 1-1       | 4-2            |
| 1995  | Кубок володарів кубків КАФ   | 1/4 фіналу    | Блекпул (Хараре)        | 1-2   | 1-2       | 2-4            |
| 1996  | Кубок африканських чемпіонів | Попередній    | АПР                     | 1-0   | 0-3       | 1-3            |
| 1997  | Ліга чемпіонів КАФ           | Попередній    | Експрес                 | 0-0   | 0-1       | 0-1            |
| 1998  | Ліга чемпіонів КАФ           | 1             | Район Спорт             | 1-1   | 2-2       | 3-3 (в)        |
| 1998  | Ліга чемпіонів КАФ           | 2             | Ефіопія Коффі           | 6-1   | 2-2       | 8-3            |
| 1998  | Ліга чемпіонів КАФ           | Груповий етап | АСЕК                    | 1-2   | 0-3       | 4-е місце      |
| 1998  | Ліга чемпіонів КАФ           | Груповий етап | Меннінґ Рейнджерс       | 1-1   | 0-4       | 4-е місце      |
| 1998  | Ліга чемпіонів КАФ           | Груповий етап | Раджа (Касабланка)      | 3-3   | 0-6       | 4-е місце      |
| 1999  | Кубок КАФ                    | 1             | Квара Юнайтед           | 0-1   | 0-3       | 0-4            |
| 2000  | Кубок володарів кубків КАФ   | 1             | Замалек                 | 1-1   | 0-4       | 1-5            |
| 2001  | Ліга чемпіонів КАФ           | 1             | Гайлендерз (Хараре)     | т.п.3 | 2-2       | 2-2            |
| 2001  | Ліга чемпіонів КАФ           | 2             | Мамелоді Сандаунз       | 3-3   | 2-3       | 5-6            |
| 2006  | Ліга чемпіонів КАФ           | 1             | Занако                  | 2-1   | 0-2       | 2-3            |
| 2007  | Ліга чемпіонів КАФ           | Попередній    | AJSM                    | 5-1   | 5-1       | 10-2           |
| 2007  | Ліга чемпіонів КАФ           | 1             | Петру Атлетіку          | 3-0   | 0-2       | 3-2            |
| 2007  | Ліга чемпіонів КАФ           | 2             | Есперанс                | 0-0   | 0-3       | 0-3            |
| 2007  | Кубок конфедерації КАФ       | Плей-оф       | Аль-Меррейх (Омдурман)  | 0-0   | 0-2       | 0-2            |
| 2008  | Кубок конфедерації КАФ       | Попередній    | АС Адема                | 2-0   | 0-1       | 2-1            |
| 2008  | Кубок конфедерації КАФ       | 1             | Аль-Ахдар (Аль-Байда)   | 1-1   | 0-1       | 1-2            |
| 2009  | Ліга чемпіонів КАФ           | Попередній    | Етуаль д'Ор             | 6-0   | 8-1       | 14-1           |
| 2009  | Ліга чемпіонів КАФ           | 1             | Аль-Аглі (Каїр)         | 0-3   | 0-1       | 0-4            |
| 2010  | Ліга чемпіонів КАФ           | 1             | Сен-Елуа Лупопо         | 2-3   | 0-1       | 2-4            |
| 2011  | Кубок конфедерації КАФ       | Попередній    | Дедебіт                 | 2-2   | 0-4       | 2-6            |
| 2012  | Ліга чемпіонів КАФ           | Попередній    | Замалек                 | 1-1   | 0-1       | 1-2            |
| 2014  | Ліга чемпіонів КАФ           | Попередній    | Коморозьєн              | 7-0   | 5-2       | 12-2           |
| 2014  | Ліга чемпіонів КАФ           | 1             | Аль-Аглі (Каїр)         | 1-0   | 0-1       | 1-1 (3-4 пен.) |
| 2015  | Кубок конфедерації КАФ       | Попередній    | БДФ XI                  | 2-0   | 1-2       | 3-2            |
| 2015  | Кубок конфедерації КАФ       | 1             | Платінум                | 5-1   | 0-1       | 5-2            |
| 2015  | Кубок конфедерації КАФ       | 2             | Етуаль дю Сахель        | 1-1   | 0-1       | 1-2            |
| 2016  | Ліга чемпіонів КАФ           | Попередній    | Серкль де Жуакім        | 2-0   | 1-0       | 3-0            |
| 2016  | Ліга чемпіонів КАФ           | 1             | АПР                     | 1-1   | 2-1       | 3-2            |
| 2016  | Ліга чемпіонів КАФ           | 2             | Аль-Аглі (Каїр)         | 1-1   | 1-2       | 2-3            |
| 2016  | Кубок конфедерації КАФ       | Плей-оф       | Саграда Есперанса       | 2-0   | 0-1       | 2-1            |
| 2016  | Кубок конфедерації КАФ       | Груповий етап | ТП Мазембе              | 0-1   | 1-3       | 4-е місце      |
| 2016  | Кубок конфедерації КАФ       | Груповий етап | МО Беджая               | 1-0   | 0-1       | 4-е місце      |
| 2016  | Кубок конфедерації КАФ       | Груповий етап | Мадеама                 | 1-1   | 0-3       | 4-е місце      |
| 2017  | Ліга чемпіонів КАФ           | Попередній    | Нгая Клуб де Нде        | 1-1   | 5-1       | 6-2            |
| 2017  | Ліга чемпіонів КАФ           | 1             | Занако                  | 1-1   | 0-0       | 1-1 (в)        |
| 2017  | Кубок конфедерації КАФ       | Плей-оф       | МК Алжир                | 1-0   | 0-4       | 1-4            |

1- Асанте Котоко кваліфікувався за додатковими показниками.
2- Янг Афріканс покинув турнір.
3- Гайландерс (Хараре) покинув турнір напередодні матчу-відповіді.

## Тренерський та технічний персонал
Головний тренер:  Джордж Лвандаміна

Асистент головного тренера: Шедрек Нсаджигва "Фусо"

Тренер воротарів:  Джума Пондамалі

Лікар: Д-р Едвард Баву

Менеджер команди: Гафід Салех

Фізіотерапевт: Джейкоб Оньянго

Менеджер з постачання форми:  Махмуд Омар

## Керівництво клубу
Президент: Клемент Санга

Віце-президент: Клемент Санга

Генеральний секретар: Чарльз Боніфацій Мкваса 

Клубний прес-аташе: Дісмас Тен

Фінансовий директор та адміністратор:
Головний казначей клубу: Джастіна Ернест 

Секретар:

## Відомі гравці
- Шабані Нонда (1993–1994)
- Секілоджо Чамбуа
- Едібілі Джонас Луняміла
- Саїд Маулід
- Кеннет Мпака
- Мохамед Хуссейн Ммачінга
- Кредо Мвайпопо
- Саїд Мвамба Кізота
- Мрішо Нгасса
- Калі Онгала
- Абубакар Мтіро
- Фред Мбуна
- Пітер Маньїка
- Чарльз Мкфаса
- Джума Пондамалі
- Леодегар Тенга
- Константін Кіманда
- Рашид Гумбо
- Надір Гаруб
- Келвін Йондан
- Джордж Овіно (2007–2008)
- Аруна Нійонзіма
- Стівен Бенго

## Відомі тренери
- Руді Гутендорф (1981–1982)